# Little Forest
Little Forest (en hangul, 리틀 포레스트; romanización revisada del coreano: Liteul Poleseuteu) es una película de comedia dramática surcoreana dirigida por Yim Soon-rye y protagonizada por Kim Tae-ri, Ryu Jun-yeol, Moon So-ri y Jin Ki-joo. Está basada en el homónimo manga de Daisuke Igarashi, y se estrenó el 28 de febrero de 2018.

## Sinopsis
Song Hye-won se encuentra en un momento difícil: ha suspendido el examen para ser profesora, y siente que está fracasando en la vida. Decepcionada con el estrés y la alienación de Seúl, decide volver a su pueblo natal, donde se encuentra con su tía y dos de sus amigos más cercanos, Lee Jae-ha y Joo Eun-sook. Aunque su propósito inicial era quedarse poco tiempo, va aplazando la vuelta, dedicada a cocinar para sus amigos los platos que recuerda de su infancia. No está su madre, pero el pequeño bosque que creó para su hija va haciendo que ella sienta que esa es su casa.

## Reparto
- Kim Tae-ri como Song Hye-won.[3][4][5]
  - Jang Jae-hee como Hye-won de niña.
- Ryu Jun-yeol como Lee Jae-ha.[5][6][7]
- Moon So-ri como la madre.[8]
- Jin Ki-joo como Joo Eun-sook.[5][7][9]
- Jeon Kuk-hyang como la tía Bok-soon.
- Kim Hyun-ji como la exnovia de Jae-ha.
- Kang Hye-eun como una amiga de Hye-won.
- Kang Min-ji como un amigo de Hye-won.
- Park Won-sang como el cartero (aparición especial).[10]
- Jung Joon-won como Hoon-yi (aparición especial).[11]

## Producción
La película está basada en el manga homónimo de Daisuke Igarashi, que se publicó entre 2002 y 2005, fue nominado para el premio Tezuka Osamu, y ya había sido en Japón la base de una película de dos partes: Summer and Autumn (2014) y Winter and Spring (2015), dirigidas por Junichi Mori.
El presupuesto ascendió a 1,4 millones de dólares. El rodaje comenzó el 21 de enero y se prolongó hasta el 26 de octubre de 2017. Se dividió en cuatro bloques para reflejar el cambio de las estaciones. Los exteriores de gran parte de la película se localizaron en el condado de Uiseong-gun, provincia de Gyeongsang del Norte.

## Recepción
Little Forest se estrenó el 28 de febrero de 2018. El primer día vendió 131 337 entradas, ocupando el segundo lugar en la taquilla coreana. A los once días había superado el millón de espectadores, y al final de su período de exhibición alcanzó la cifra de 1 509 356 espectadores qua habían acudido a 884 salas de cines, dejando una taquilla del equivalente a 9 072 988 dólares norteamericanos. Quedó en la 24.ª posición entre las películas coreanas más vistas del año.

### Crítica
Pierce Conran (ScreenAnarchy) señala la construcción cuidadosa de este «entrañable drama juvenil», «en parte cuaderno de viaje de cocina y en parte tónico para el alma», en cuatro actos correspondientes a las cuatro estaciones, construcción que desmiente su aparente simplicidad. Destaca el atractivo de las múltiples escenas de cocina, la actuación «convincente» de Kim Tae-ri y la presencia breve pero poderosa de Moon So-ri. Sin embargo, nota que el estilo de vida que presenta el filme está muy idealizado, y que oculta elementos del campo coreano mucho menos amables en la realidad.
Para Yoon Min-sik (The Korea Herald), Little Forest «es una película pequeña sin villano, sin tensión real y sin conflicto real tampoco», donde no importa la trama porque no es lo que la hace valiosa, sino el modo en que muestra la cocina, la agricultura, las relaciones personales y el estilo de vida del lugar. Yoon destaca la labor de Kim Tae-ri, que sostiene la trama por sí misma y en la química que muestra con sus dos amigos y, sobre todo, con su madre, aunque no comparta una sola escena con ella.

## Premios y nominaciones
| Premios                                        | Categoría                 | Candidato     | Resultado | Ref.          |
| ---------------------------------------------- | ------------------------- | ------------- | --------- | ------------- |
| 54th Baeksang Arts Awards                      | Mejor actriz              | Kim Tae-ri    | Nominada  | [ 21 ]        |
| 54th Baeksang Arts Awards                      | Mejor actriz revelación   | Jin Ki-joo    | Nominada  | [ 21 ]        |
| 27th Buil Film Awards                          | Mejor actriz              | Kim Tae-ri    | Nominada  | [ 22 ] [ 23 ] |
| 27th Buil Film Awards                          | Mejor actriz revelación   | Jin Ki-joo    | Nominada  | [ 22 ] [ 23 ] |
| 55th Grand Bell Awards                         | Mejor actriz revelación   | Jin Ki-joo    | Nominada  | [ 24 ]        |
| 2nd The Seoul Awards                           | Mejor actriz revelación   | Jin Ki-joo    | Nominada  | [ 25 ]        |
| 38th Korean Association of Film Critics Awards | 11 Mejores películas      | Little Forest | Incluida  | [ 26 ]        |
| 39th Blue Dragon Film Awards                   | Mejor película            | Little Forest | Nominada  | [ 27 ]        |
| 39th Blue Dragon Film Awards                   | Mejor director            | Yim Soon-rye  | Nominado  | [ 27 ]        |
| 39th Blue Dragon Film Awards                   | Mejor actriz              | Kim Tae-ri    | Nominada  | [ 27 ]        |
| 39th Blue Dragon Film Awards                   | Mejor montaje             | Kim Sun-min   | Nominado  | [ 27 ]        |
| 39th Blue Dragon Film Awards                   | Mejor dirección artística | Yoon Na-ra    | Nominada  | [ 27 ]        |
| 5th Korean Film Producers Association Awards   | Mejor director            | Yim Soon-rye  | Ganador   | [ 28 ]        |
| 18th Director's Cut Awards                     | Mejor actriz              | Kim Tae-ri    | Ganadora  | [ 29 ] [ 30 ] |
| Korea World Youth Film Festival                | Estrella popular          | Kim Tae-ri    | Ganadora  | [ 31 ]        |
| University Film Festival of Korea              | Mejor actriz              | Kim Tae-ri    | Ganadora  | [ 32 ]        |
| 24th Chunsa Film Art Awards                    | Mejor director            | Yim Soon-rye  | Nominado  | [ 33 ]        |
| 24th Chunsa Film Art Awards                    | Mejor actriz              | Kim Tae-ri    | Nominada  | [ 33 ]        |
| 24th Chunsa Film Art Awards                    | Mejor actriz revelación   | Jin Ki-joo    | Ganadora  | [ 33 ]        |